# SK Austria Klagenfurt (2007)
Sportklub Austria Klagenfurt (obecně známý jako Austria Klagenfurt) je rakouský fotbalový klub sídlící ve městě Klagenfurt am Wörthersee. Soutěží v Bundeslize, nejvyšší úrovni rakouského fotbalu, a své domácí zápasy hraje v 28 Black Areně.